# Hryhorij Tiutiunnyk
Hryhorij Mychajłowycz Tiutiunnyk (ukr. Григорій Михайлович Тютюнник, ur. 23 kwietnia 1920 w Szyłowce w obwodzie połtawskim, zm. 29 sierpnia 1961 we Lwowie) – ukraiński pisarz.
W 1938 rozpoczął studia na Uniwersytecie Charkowskim, przerwane po ataku Niemiec na ZSRR w 1941. Po wojnie w 1946 ukończył studia na uniwersytecie,później był pedagogiem i pracownikiem lwowskiego magazynu „Żowteń”. Pisał realistyczne opowiadania, m.in. Zorani meżi (1950), powieści z życia ukraińskiej wsi (m.in. Wir z lat 1960–1962, Chmarka sonca nie zastupit') i wiersze. Został pochowany na Cmentarzu Łyczakowskim we Lwowie.